# 郝志军
郝志军（1969年4月—），汉族，河北迁西人。中华人民共和国政治人物。 曾任丰南区区长，唐山市发改委主任。2021年8月当选唐山市人民政府副市长。2024年6月28日，因涉嫌违纪违法，接受河北省纪委监委纪律审查和监察调查。